# Paula Lehtomäki
Paula Ilona Lehtomäki est une femme politique finlandaise, née le 29 novembre 1972 à Kuhmo. Membre du Parti du centre (Kesk), dont elle est vice-présidente, elle a été ministre de l'Environnement.

## Biographie
Elle détient un master of science en sciences économiques et droit des affaires, et un baccalauréat en sciences sociales. Elle a été professeure par intérim en 1995, puis assistante de recherche en 1998. Deux ans plus tard, en 2000, elle devient membre du comité directeur de la maison d'édition Lasten Keskus, qu'elle quitte l'année suivante.
La même année, elle entre aux comités directeurs de la Société finno-russe et d'Audiator Oy, ainsi qu'au conseil de surveillance de VR Group Ltd. Elle les quittera tous trois ans plus tard exactement. Par ailleurs, elle siège au comité de la Fédération 4H de Finlande entre 2001 et 2003.
Enfin depuis 2005, elle appartient au conseil d'administration de la Fondation Vuokatti.
Mariée, Paula Lehtomäki est mère de deux enfants.

## Vie politique
Paula Lehtömaki commence sa vie politique lors des élections municipales de 1997, en étant élue membre du Conseil municipal de sa ville natale Kuhmo. À peine deux ans plus tard, elle est élue députée de la circonscription de Oulu à l'Eduskunta et devient membre de la commission de l'Administration, de la commission des Lois, jusqu'en 2002, et de la délégation finlandaise au Conseil nordique.
Réélue en 2003, elle est désignée vice-présidente de la commission de l'Économie et de la délégation au Conseil nordique, mais elle doit abandonner ces deux postes dès la fin du mois d'avril, ayant été nommée ministre du Commerce extérieur et du Développement dans le gouvernement d'Anneli Jäätteenmäki, alors présidente du Parti du centre.
Après la démission de Jäätteenmäki et son remplacement par le ministre de la Défense, Matti Vanhanen, Paula Lehtomäki est reconduite dans ses fonctions mais doit les abandonner du 2 septembre 2005 au 3 mars 2006 pour cause de congé de maternité.
Ayant retrouvé son siège parlementaire lors des législatives de 2007, elle est nommée ministre de l'Environnement dans le second cabinet Vanhanen le 19 avril 2007, mais part de nouveau en congé maternité le 28 septembre suivante. Elle retrouve son ministère le 11 avril 2008. Elle conserve son poste au sein du gouvernement Kiviniemi, mais n'est pas reconduite dans le gouvernement Katainen, dont le Kesk n'est pas membre.
De plus, elle occupe depuis 2002 l'une des vice-présidences du Parti du centre.

## Sources
- Fiche personnelle sur le site du gouvernement finlandais
- Fiche personnelle sur le site du Parlement finlandais